# Adeleana chapmani
Adeleana chapmani is een krabbensoort uit de familie van de Gecarcinucidae. De wetenschappelijke naam van de soort is voor het eerst geldig gepubliceerd in 1979 door Holthuis.